# سيفاكس أيرلاينز

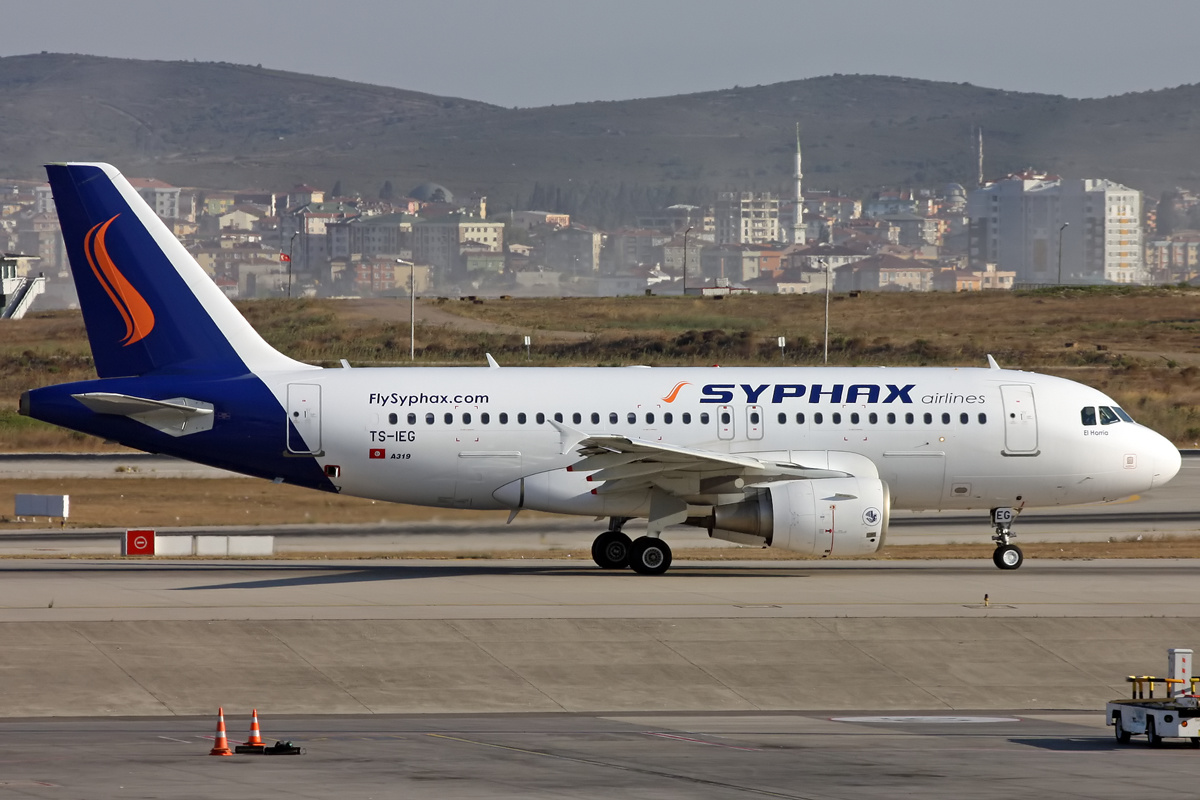
طائرة الكرامة التابعة لسيفاكس أيرلاينز في مطار صبيحة كوكجن الدولي في 2013.

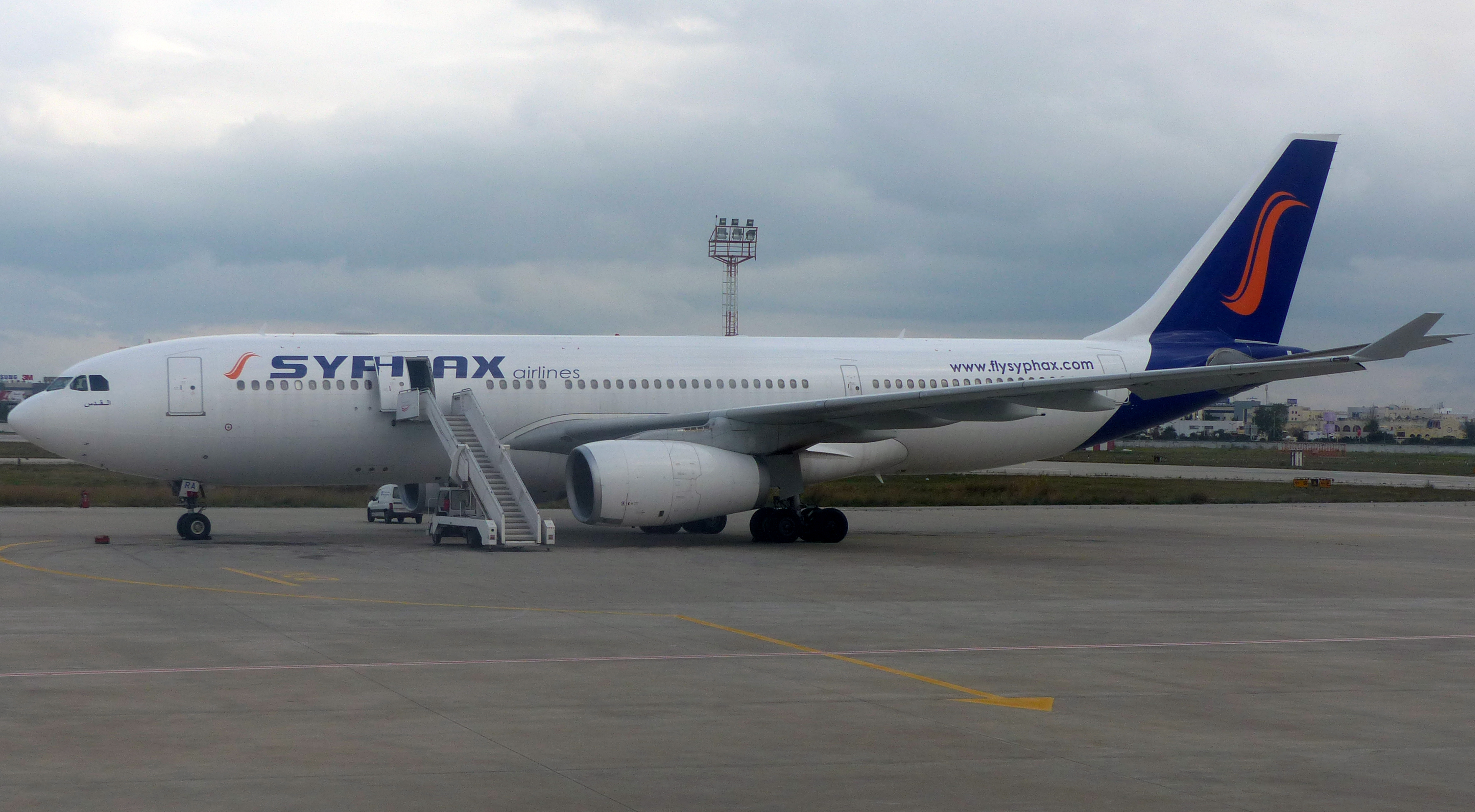
طائرة القدس التابعة لسيفاكس أيرلاينز في 2013 والمخصصة للرحلات الطويلة.

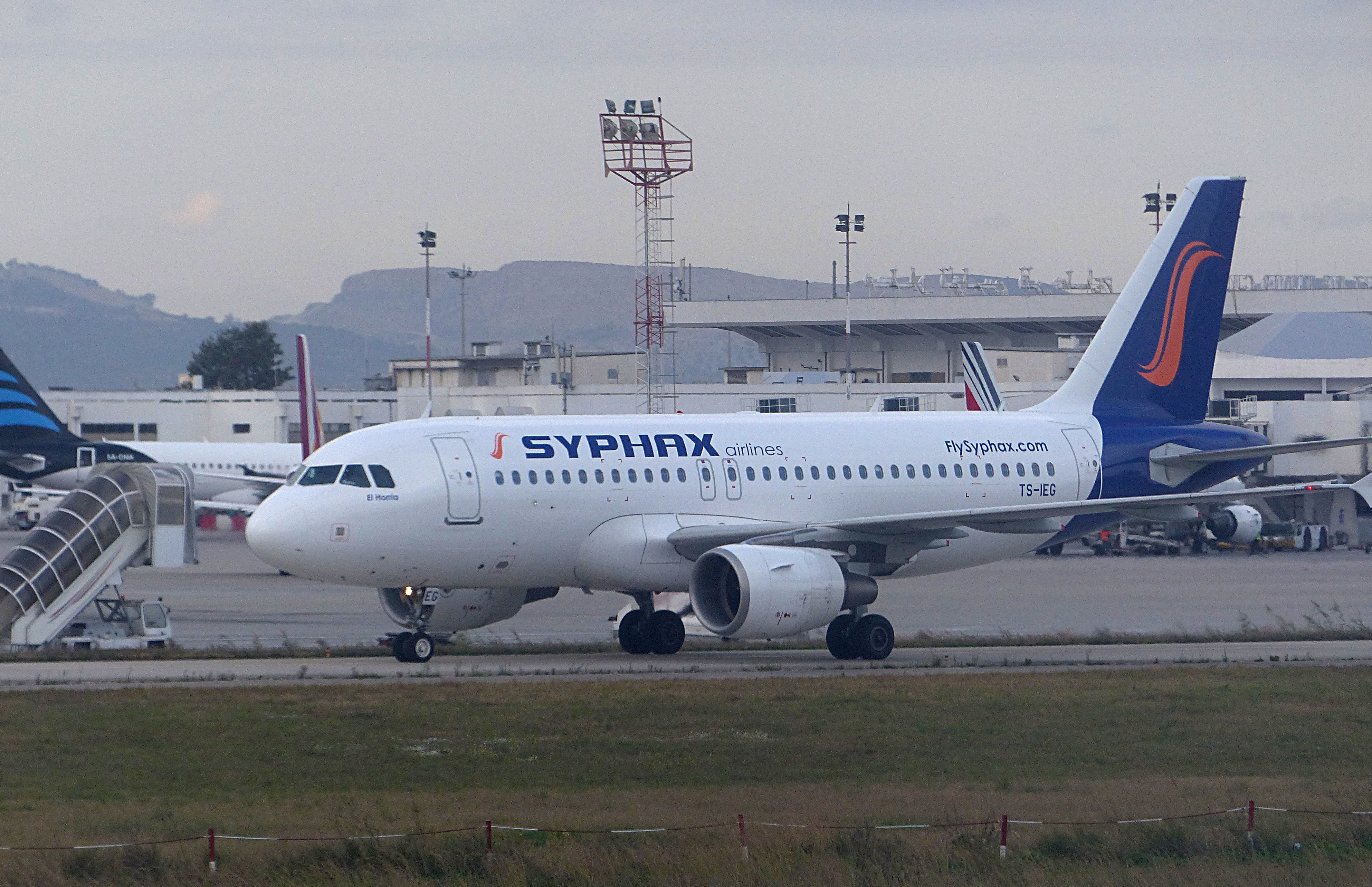
طائرة الحرية التابعة لسيفاكس أيرلاينز في مطار تونس قرطاج في 2013.

سيفاكس أيرلاينز (إياتا:Y3, إيكاو:SYA) هي شركة طيران خاصة تونسية، مقرها في مطار صفاقس طينة الدولي. تأسست الشركة في عام 2011 من قبل رجل الأعمال محمد الفريخة (رئيس مدير عام شركة تلنات)، و تؤدي هذه الشركة رحلاتها من وإلى مطار صفاقس طينة الذي هو مقرها الرسمي ومطار جربة جرجيس ومطار تونس قرطاج الدولي. ويدير الشركة منذ نوفمبر 2014 محمد غلالة.

## التاريخ
في 2011، محمد الفريخة رئيس مدير عام مجموعة تلنات أسس شركة طيران برأس مال 10 مليون دينار تونسي، وقام في 2012 بشراء طائرتين من نوع إيه 319 مجموع سعرهما 82.5 مليون دينار، وتحتويان على عدة فئات، وبطاقة إستيعاب ب150 مقعد كل منهما، وحملت الطائرتين إسمي الحرية والكرامة إشارة إلى الثورة التونسية في 2011.

بالنسبة لفريخة، فإن سيفاكس أيرلاينز ومشروعها أخذت كل وقته ووضعها في سياقها: قصة سيفاكس أيرلاينز تتمثل في مدينة صفاقس نفسها وتونس ككل، وهي مجموعة من المهارات طموحة ومحددة، وهي فكرة يجب استثمارها جيدا لأنها في بعض الأحيان يساء استخدامها وتهمش.

يقع مقرها في صفاقس الساحلية في الوسط التونسي، تخدم سيفاكس آيرلاينز بمعدل ثمانية رحلات يوميا، عدة وجهات دولية أساسا في فرنسا، برحلات يومية من صفاقس إلى باريس، وخمسة رحلات أسبوعية من تونس العاصمة إلى نظيرتها الفرنسية، إضافة إلى ثلاثة رحلات أسبوعية إلى مدن مارسيليا وليون ونيس وروما، وأخيرا رحلتين في الأسبوع إلى الدار البيضاء وإسطنبول.

في مايو 2013، شغلت سيفاكس طائرة جديدة ثالثة من نوع إيرباص إيه 330، مستأجرة من عند شركة خطوط بينغو الجوية البولندية. في 23 أكتوبر 2013، افتتحت الشركة أول خط لها نحو مدينة مونتريال الكندية بطائرتها إيه 330، وأصبحت بذلك أول شركة تونسية تقوم برحلة طويلة المدى مباشرة من تونس.

في 24 أبريل 2014، افتتحت الشركة أول رحلة تجارية لها نحو مونتريال على طائرتها الجديدة. غادرت الطائرة تونس العاصمة في حوالي الساعة 14:00 بعد الزوال بالتوقيت المحلي لرحلة ستدوم حوالي 9 ساعات. رحلة العودة برمجت من الغد وغادرت مونتريال في حوالي الساعة 20:00 ليلا بالتوقيت المحلي.

بعد تعيين محمد الفريخة كرئيس قائمة حزب حركة النهضة في دائرة صفاقس الثانية الانتخابية، خسرت سيفاكس أيرلاينز نصف قيمتها مقارنة بقيمتها عند دخول بورصة تونس في أبريل 2013، وذلك بعد تحرك مقاطعة صغير من قبل مواطنين تونسيين معارضين له سياسيا. في 10 سبتمبر 2014، وأمام ضغوطات مساهمي الشركة، استقال من منصبه كرئيس مدير عام، وتركه لصالح الفرنسي كريستيان بلان، رئيس مدير عام الخطوط الجوية الفرنسية السابق، قبل أن يترك منصبه هو أيضا لمحمد غلالة في 25 نوفمبر من نفس السنة.

في نفس الوقت، تم تعليق سيفاكس من بورصة تونس بسبب «إخلالات في المحاسبة والتنظيم»، ثم انسحبت من مؤشر تونانداكس. تم تعويض محمد غلالة لأسباب صحية في 17 أبريل 2015 بحاتم شبشوب.

في 30 يوليو 2015، علقت شركة سيافكس أيرلاينز مؤقتا كل رحلاتها من وإلى تونس، وذلك بعد يوم من تعليق اتحاد النقل الجوي الدولي لجميع نشاطات الشركة دوليا، فيما تنتظر الشركة دراسة الحالة مع الحكومة التونسية والجهات المختصة. 

في 12 يوليو 2017، صادقت الدائرة المدنية بالمحكمة الابتدائية بصفاقس 2 على خطة لإنقاذ الشركة بهدف عودتها تدريجيا لسالف عملها ابتداءً من أكتوبر المقبل، بعد تسوية ديون الشركة المتبقية والمقدرة ب128 مليون دينار تونسي. 

بالرغم أنه كان من المقرر أن ترجع الشركة لنشاطها تدريجيا ابتداءً من أكتوبر 2017، إلا أن وزارة النقل رفضت في 30 أغسطس من نفس السنة على تجديد الترخيص لسيفاكس أيرلاينز، وطلب المجلس الوطني للطيران المدني من الشركة تقديم الوثائق والبيانات اللازمة طبقا للإجراءات والتراتيب الجاري بها العمل وعرض الملف مجددا على أنظار المجلس بعد استكمال الشروط المستوجبة. في 1 أكتوبر، تم تعيين محمد حامدي مديرا عاما جديدا للشركة، خلفا لحاتم شبشوب. 

في 3 يناير 2019، تحصلت سيفاكس أيرلاينز على رخصة لاستئناف ممارسة نشاطها. استأجرت الشركة طائرتين من نوع بومباردييه سي أر جي 900 من عند شركة نوستروم إير الإسبانية، فانتظار الحصول على جدول رحلاتها الجديدة.

### تواريخ مهمة
- يونيو 2011: بدأ الدراسات عن المشروع من قبل الشركة الألمانية رولاند بيرجر للاستشارات الاستراتيجية.
- 13 ديسمبر 2011: الحصول على الموافقة من حيث المبدأ للموافقة على النقل الجوي من قبل الحكومة التونسية.
- 27 ديسمبر 2011: توقيع العقود المتعلقة بنظام معلومات الشركة مع الشركة الأمريكية راديكس.
- 17 يناير 2012: توقيع عقود لشراء طائرتين في وزارة النقل التونسية.
- يناير 2012: اتفاق شراكة مع أنظمة لوفتهانزا (لوفتهانزا) الألمانية لتنفيذ النظم التشغيلية.
- 15 مارس 2012: وصول الطائرات الجديدة إلى الأراضي التونسية.
- 29 أبريل 2012: انطلاق الرحلات.
- 23 أكتوبر 2013: أول رحلة طويلة المدى إلى مونتريال، وبهذا تصبح سيفاكس أول شركة تونسية تقوم برحلة طويلة المدى مباشرة من تونس.
- 30 يوليو 2015: تعليق كل رحلات الشركة مؤقتا.

## شبكة الوجهات
| - ليون - مطار ليون سانت إكسوبيري. - مرسيليا - مطار مارسيليا. - نيس - مطار نيس الريفيرا الفرنسي. - باريس - مطار باريس شارل ديغول الدولي. - طرابلس - مطار طرابلس العالمي. - سبها - مطار سبها الدولي. - جربة - مطار جربة جرجيس الدولي. | - صفاقس - مطار صفاقس طينة الدولي. - تونس - مطار تونس قرطاج الدولي. - المنستير - مطار الحبيب بورقيبة الدولي. - إسطنبول - مطار صبيحة كوكجن الدولي. - مونتريال - مطار مونتريال الدولي. - جدة - مطار الملك عبد العزيز الدولي. |

## وجهات مستقبلية
أعلنت الشركة في 19 أبريل 2013 أنها ستطلق رحلات أسبوعية لوجهات جديدة خلال هذه السنة، وهذه الوجهات المقررة هي:
| - أبيدجان - الدار البيضاء - نيويورك | - واغادوغو - بكين - ريو دي جانيرو |

## الأسطول

### الأسطول الحالي
بعد عودة الشركة في 2019، تم استئجار طائرتين.
| نوع الطائرة       | الاسم | اسم التسجيل | تاريخ الإستلام | تقسيم الدرجات | ملاحظات                              |
| ----------------- | ----- | ----------- | -------------- | ------------- | ------------------------------------ |
| بومباردييه CRJ900 |       | TS-ISB      | يوليو 2018     |               | تم استئجار الطائرتين من نوستروم إير. |
| بومباردييه CRJ900 |       | TS-ISC      | أغسطس 2018     |               | تم استئجار الطائرتين من نوستروم إير. |

### الأسطول السابق
كان أسطول الشركة يتكون من طائرتين من نوع A319-112، بينما استأجرت في 2013 طائرتين أخريين. كان من المقرر أن تقوم الشركة بشراء 6 طائرات أخرى من نوع إيرباص إيه 320 منهم 3 من نوع 320 سيو و3 من نوع 320 نيو، مع وجود خيار إضافة أربعة طائرات.
| نوع الطائرة | الاسم   | اسم التسجيل | تاريخ الإستلام | إنهاء العمل | تقسيم الدرجات                                                            | ملاحظات                                                                                               |
| ----------- | ------- | ----------- | -------------- | ----------- | ------------------------------------------------------------------------ | --- |
| A319-112    | الكرامة | TS-IEG      | مارس 2012      | يوليو 2015  | الدرجة الأولى: من 8 إلى 14 مقعد/ الدرجة الإقتصادية: من 124 إلى 150 مقعد. | أوقف العمل بهما بعد توقف أشغال الشركة في 2015، ثم تم بيعهما في 2018 إلى شركة الخطوط الجوية الكمبودية. |
| A319-112    | الحرية  | TS-IEF      | مارس 2012      | يوليو 2015  | الدرجة الأولى: من 8 إلى 14 مقعد/ الدرجة الإقتصادية: من 124 إلى 150 مقعد. | أوقف العمل بهما بعد توقف أشغال الشركة في 2015، ثم تم بيعهما في 2018 إلى شركة الخطوط الجوية الكمبودية. |
| A330        | القدس   | TS-IRA      | أبريل 2013     | أكتوبر 2013 | درجة رجال الأعمال: 28 مقعد/ الدرجة الإقتصادية: 250 مقعد.                 | أستأجرت لمدة 7 أشهر من خطوط بينغو الجوية البولندية.                                                   |
| A320        |         | 9A-CTF      | يونيو 2013     | أغسطس 2013  |                                                                          | أستأجرت لمدة 3 أشهر من الخطوط الجوية الكرواتية.                                                       |

## الرؤساء المدراء العامون
- 2011 - 10 سبتمبر 2014:  محمد الفريخة
- 20 سبتمبر - 25 نوفمبر 2014:  كريستيان بلان
- 25 نوفمبر 2014 - 17 أبريل 2015:  محمد غلالة
- 17 أبريل 2015 - 1 أكتوبر 2017:  حاتم شبشوب
- 1 أكتوبر 2017 - الآن:  محمد حامدي

## روابط خارجية
- الموقع الرسمي لشركة سيفاكس أيرلاينز.